# Un voyage dans la Lune
Un voyage dans la Lune (titre original : Hans Hardts Mondfahrt) est un roman de science-fiction de l'écrivain allemand Otto Willi Gail paru en 1928.
Le roman est traduit en français en 1930.

## Autour du roman
Un des éléments les plus prophétiques en matière d'anticipation est le mode de propulsion de la fusée lunaire (qui contrairement aux véritables Atlas et Saturn V américaines dues à l'ingénieur allemand von Braun n'est pas à étages multiples) : la fusée imaginée par Otto Willi Gail, dont l'équipage est composé d'un ingénieur, d'un mécanicien et d'un journaliste, utilise la propulsion par carburants liquides (hydrogène et oxygène liquéfiés).
Après un crash sur la Lune qui a endommagé les réservoirs, l'équipage improvise une installation d'électrolyse de l'eau (Dans le Roman la lune en contient, même si elle est chimiquement pure -donc non conductrice- et qu'il faut sacrifier les réserves de ...sel de cuisine du vaisseau spatial pour le rendre électrolysable.)
Un tel détail est réellement œuvre d'anticipation: Ce système de propulsion sera celle de la fusée militaire V2 (ou A4) mais malgré les rapports d' espionnage et de renseignements de Réginald Victor Jones, les conseillers militaires et scientifiques de Churchill refusaient encore, en 1942, 14 ans après la parution de ce livre, d'envisager une fusée à carburants liquides (même si dans le camp allié l'Américain Robert Goddard et le moins connu ingénieur britannique Lubbock avaient déjà obtenu quelques résultats dans ce domaine et publié leurs travaux à la fin des années 30).

## Édition française
- Otto Willi Gail[2], Un voyage dans la Lune, traduit de l'allemand par Claude Des Périers, Albin Michel, coll. « Les Belles Aventures », 1930.